# I dokimi
I dokimi (in greco Η Δοκιμή?, lett. "la prova") è un film del 1974 diretto da Jules Dassin.